# Walther Flemming
Pour les articles homonymes, voir Flemming.
Walther Flemming est un biologiste allemand, né le 21 avril 1843 à Sachsenberg, près de Schwerin en Grand-duché de Mecklembourg-Schwerin et décédé le 4 août 1905 à Kiel. Il est un fondateur de la biologie cellulaire. 
Il obtient son doctorat en médecine de l'université de Rostock en 1876. Il introduit le terme « chromatine » pour désigner la substance nucléaire qui se colore avec un colorant à base d'aniline. Il remarque que, lorsque la cellule se divise, la chromatine se transforme en filaments. Il appelle « mitose » (formation de filaments) le processus de division cellulaire. En 1882, il publie un livre intitulé « Substance cellulaire, noyau et division cellulaire ».

## Biographie
Walther Flemming était le cinquième enfant du psychiatre Carl Friedrich Flemming (de) (1799-1880) et de sa seconde épouse Auguste Winter. Il a été au lycée Frédéric de Schwerin (de), une des plus anciennes institutions d'enseignement d'Allemagne. Il a eu pour camarade Heinrich Seidel (de), écrivain et ingénieur qui a conçu la grande verrière de la gare d'Anhalt à Berlin. 
Il fait des études supérieures successivement à Göttingen, Tübingen et Berlin. Il termine à Rostock où il obtient son doctorat de médecine en 1866. À Tübingen, il devient membre de la Burschenschaft Germania Tübingen (de). Il sert comme médecin militaire dans la guerre franco-prussienne de 1870-1871. Il est ensuite assistant à l'université de Prague. En 1876, il accepte un poste de professeur à l'université de Kiel. Il devient aussi directeur de l'Institut d'anatomie de Kiel. 
Ceux qui l'ont connu à Kiel décrivent Flemming comme un personnage doux, évitant les conflits et populaire auprès de ses étudiants. Il s'est cependant battu avec l'administration de l'université pour obtenir plus de moyens financiers et de personnel pour son institut. 
Walther Flemming était célèbre pour ses activités extraprofessionnelles. Toutes les semaines, il nourrissait les nécessiteux. Il donnait 20 % de son salaire aux abris qui hébergeaient les sans-logis. Il enseignait les mathématiques et les sciences aux enfants trop pauvres pour avoir accès à l'école. 
Flemming, fatigué et malade, décède à Kiel en 1905 à l'âge de 62 ans.

## Œuvre

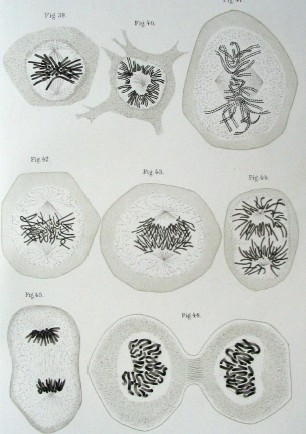
Illustration de cellules en mitose, une des 100 figures du livre de Flemming Zellsubstanz, Kern und Zelltheilung, 1882

Flemming est un des pionniers de la cytologie microscopique. Il identifie et nomme « chromatine » (du grec χρῶμα (chrôma)=couleur) une substance acide qui capte les colorants basiques. Il remarque que la chromatine se transforme en filaments lors de la division cellulaire, qu'il nomme "mitose" (du gec μίτος (mitos)=filament). Les filaments seront nommés chromosomes (corps colorés) par Wilhelm von Waldeyer-Harz en 1888. Le chercheur belge Edouard van Beneden les identifie aussi indépendamment. 
Flemming étudie le processus de la division cellulaire sur les nageoires et les branchies des salamandres à la fois sur des tissus frais sans modification et sur des préparations fixées et colorées. Il s'intéresse en particulier à la distribution des chromosomes dans les cellules filles. Bien qu'il ne distingue pas les chromatides des chromosomes en métaphase, il est persuadé que le noyau des cellules filles vient du noyau de la cellule mère. Ce qu'il exprime en écrivant « omnis nucleus e nucleo » (tout noyau vient d'un noyau), en écho de la formule de Virchow « omnis cellula e cellula » (toute cellule vient d'une cellule). 
En 1882, il publie un manuel de cytologie original qui est illustré de nombreuses planches de dessins. 
Depuis 2004, la Société allemande de biologie cellulaire (de) décerne un prix (de) et une médaille en l'honneur de Walther Flemming. Ce prix est réservé aux chercheurs talentueux de moins de 38 ans.